# Hypena inconspicua
Hypena inconspicua là một loài bướm đêm trong họ Erebidae.